# Mizoguchi Hajime
Hajime Mizoguchi  (溝口 肇 Mizoguchi Hajime?, nacido el 23 de abril de 1960 en Tokio, Japón) es un reputado violoncelista y compositor. Sus trabajos más conocidos son en colaboración con Kanno Yoko, para la banda sonora de La Visión de Escaflowne y Please Save My Earth. Aunque ha compuesto bandas sonoras para anime o ha colaborado para ello con otros compositores este músico tiene una carrera en solitario bastante consolidada.

## Biografía
Mizoguchi empezó a tocar el piano en 1967, a la edad de 7 años, y el violoncelo en el año 1971 a la edad de 11 años. Entre los años 1978-1985 estuvo cursando estudios en la Universidad Nacional de Bellas Artes y Música de Tokio, donde hizo un curso de especialización en el violoncelo. Mientras aún se encontraba en la Universidad, empezó a tocar junto a cantantes de Pop japonés, y a trabajar como músico auxiliar de estudio para cadenas de radio, TV, películas y álbumes.
En 1982, a la edad de 22 años sufrió un grave accidente de tráfico, tras el cual optó definitivamente por seguir la carrera de composición.
En 1986 lanzó al mercado su primer álbum, ""Half inch dessert"", en el cual apareció en los créditos como compositor, arreglista y productor. A partir de ese momento, ha publicado más de 20 álbumes, incluyendo bandas sonoras de películas, ha actuado en numerosos conciertos por su cuenta o en conjunto, ha sido productor para diversos músicos, y ha colaborado con otros músicos de renombre.
A finales de los años 80 se le consideraba como uno de los músicos más importantes de Japón.
Sus composiciones incluyen la banda sonora para la película de animación "Jin-Roh: The Wolf Brigade". En 2006, compuso la música para Tokimeki Memorial Only Love (junto con Teruyuki Nobuchika) y la serie Jyu Oh Sei, que se emitió en el espacio noitamina de la cadena Fuji TV.
Estuvo casado con la famosa compositora Yōko Kanno, con la cual colaboró en las bandas sonoras antes mencionadas. Se divorciaron en el año 2007.

## Discografía

### Bandas Sonoras de Anime
| Título del Anime     | Año de Salida |
| -------------------- | ------------- |
| Wonder Beat Scrumble | 1986          |
| Yakumo Tatsu         | 1997          |
| Jyu Oh Sei           | 2006          |

### Bandas Sonoras de Películas
| Título de la película       | Año de Salida | Director           |
| --------------------------- | ------------- | ------------------ |
| Ai ni tsuite, Tokyo         | 1992          | Mitsuo Yanagimachi |
| Boku no chikyû on mamotte   | 1994          | Kazuo Yamazaki     |
| OUT - Tsuma-tachi no hanzai | 1999          |                    |
| Shisha no gakuensai         | 2000          | Tetsuo Shinohara   |
| Tokyo Tower                 | 2005          | Takashi Minamoto   |

### Álbumes en Solitario
| Título del Álbum              | Año de Salida |
| ----------------------------- | ------------- |
| Half inch Dessert             | 1986          |
| Oasis: Behind the Clear Water | 1986          |
| A Pretty Dance                | 1987          |
| Best Wishes                   | 1988          |
| Precious                      | 1989          |
| Southbound                    | 1990          |
| Impression of Sunday          | 1993          |
| Aqua Colors in Paris          | 1995          |
| Shadows and Light             | 1996          |
| Far East                      | 1998          |
| Eternal Flame                 | 1999          |
| Espace                        | 2000          |
| Angel                         | 2001          |
| Espace 2                      | 2002          |
| Archcello                     | 2003          |
| Prologue                      | 2003          |
| Next Journey                  | 2004          |
| Gloria Chapell Concert        | 2004          |
| Early Best 1986-1992          | 2005          |
| Yours                         | 2005          |
| Opera?                        | 2006          |
| Yours; Tears                  | 2007          |
| Organic Style: The Best       | 2007          |

### Colaboraciones y Producción
Hajime Mizoguchi ha colaborado con otros compositores y músicos en varias bandas sonoras para anime y también ha trabajado como productor para otros compositores.
Entre los animes para los que ha colaborado como violoncelista y compositor se encuentran:
| Título del Anime                       | Año de Salida | Puesto     | Colaborador        | Puesto del Colaborador |
| -------------------------------------- | ------------- | ---------- | ------------------ | ---------------------- |
| TO-Y (OVA)                             | 1987          | Producción | Masaya Matsuura    | Director musical       |
| Twilight of the Cockroaches (Película) | 1987          | Violoncelo | Morgan Fischer     | Compositor             |
| Please Save My Earth (Película)        | 1993          | Compositor | Yōko Kanno         | Compositora            |
| Dirty Pair Flash 2 (OVA)               | 1995          | Compositor | Jun'ichi Kanezaki  | Compositor             |
| La Visión de Escaflowne                | 1996          | Violoncelo | Yōko Kanno         | Compositora            |
| La Visión de Escaflowne: La Película   | 2000          | Compositor | Yōko Kanno         | Compositora            |
| Jin-Roh: The Wolf Brigade (Película)   | 1998          | Violoncelo | Yōko Kanno         | Compositora            |
| Texhnolyze                             | 2003          | Compositor | Keishi Urata       | Compositor             |
| Tokimeki Memorial ~Only Love~          | 2006          | Compositor | Teruyuki Nobuchika | Compositor             |